# Буда-Понуровска
Буда-Понуровска (на руски: Буда-Понуровская; стари имена: Новая Буда, Понуровская Красная, Понуровская) е днес изоставено село в Стародубски общински окръг на Брянска област в Русия.
Идентификационният код на селото според Общоруския класификатор на обектите на административно-территориално деление (ОКАТО) е: 15250000013.
До 31.12.2019 г. село Буда-Понуровска е било част от Понуровското селско поселение (вид община от множество малки населени места) с административен център село Понуровка. Със закон на Брянската областна дума от 29.05.2020 г., влязъл в сила на 01.08.2020 г., село Буда-Понуровска е включено в състава на ново основания Стародубски общински окръг.

## Име
Името на селото е топоним и произлиза от полската дума „buda“ – в превод: завод (в случая – завод за калиев карбонат), съчетана с прилагателното име, производно от името на близкото село Понуровка. Следователно, „Буда-Понуровска“ може да се преведе на български език като „Завод-Пануровски“ или „Понуровски завод“, т. е. завод край село Понуровка. В землището около някогашния завод постепенно са се били заселили хора, като по този начин било възникнало селото Буда-Понуровска.
Първоначално селото се е наричало Новая Буда (на български: Нов завод), след това преименувано на Понуровская Красная (буда) (на български: Понуровски Червен [завод]), а после просто Понуровская (буда) (на български: Понуровски (завод)).

## География
Селото се намира се в южната част на Брянска област в Русия на около 21 km южно от районния център – град Стародуб, на ручея Дульовка – десен приток на река Рьовна.

## История
Село Буда-Понуровска е основано и заселено от полковника на Стародубския полк – благородника Михаил Андреевич Миклашевски (ок. 1640–19.03.1706 г.) – през втората половина на XVII век като феодално владение с цел производство на калиев карбонат (поташ) – суровина, използвана за производство на стъкло, сапун, свещи и др.).
Първоначално селото се наричало Новая Буда (Нов завод), след това е преименувано на Понуровская Красная Буда (Понуровски червен завод), а накрая само на Буда-Понуровска (Завод Понуровски).
Жителите на Буда-Понуровска се разделяли на две категории. Към първата се отнасяли заводски майстори, които произвеждали поташ. Втората категория съставлявала заводските работници, отговорни за поддръжката на производството – сеч на дървен материал, събиране на дърва за огрев, земекопни работи и т. н. Всички заводски служители били назначени от Михаил А. Миклашевски като наемни специалисти (т. е. не са използвани крепостни селяни (роби), ами хора, на които трудът е бил заплащан).
През 1706 г. Михаил А. Миклашевски е убит край полския град Несвиж в битка срещу шведите по време на Великата северна война. Многобройните му владения са временно (неокончателно) разделени между вдовидата му Анна и по-големите им синове Андрей и Степан, тъй като техният полубрат Иван все още не бил пълнолетен (под 17 години) и нямал право самостоятелно да сключва правни сделки. По силата на това временно наследствено разделение, село Буда-Понуровска се владее от Андрей Михайлович Миклашевски (? — ок. 1750 г.).
През първата третина на XVIII век, поради обезлесяването, което нанасяло щети на държавата, производството на поташ било забранено и жителите на Буда-Понуровска започнали да добиват олеорзин – борова смола, от която се произвеждал терпентин.
Окончателната подялба на наследството се състои едва през 1741 г., когато Иван М. Миклашевски е вече бил починал година по-рано. Неговите права приема сина му Павел Иванович Миклашевски (15.12.1724 г. – ок. 1773 г.). Така наследството се разделя между Андрей, Степан и племенника им Павел. Според тази делба, Буда-Понуровска се дава на Павел И. Миклашевски. След смъртта на Павел селото се наследява от вдовицата му – Елена Даниловна Миклашевска (по бащинство: Новицка). По време на нейното владение съществува описание на Новгород-Северското наместничество (1779-1781 г.), в което са дадени интересни сведения за Буда-Понуровска:
| „ | „Местоположението е ниско, по средата на селото тече река Дульовка, пръкваща се тук от блато, и вливаща се в река Рьовна. Обкръжено е от пасищни сенокосни поля с не малко гористи гъсталаци. В това село поданическите жечпосполитски дворове са 59, в тях се намират 70 колиби, а бездворните колиби са 5. Всички обитатели са 75. Към това село няма гори, а има едни малки гъсталаци, подходящи само за отопление, дървата за строеж се купуват по поречието на река Ипути, в село Лопатни от тамошните обитатели; сенокосите са оскъдни, а обработваемата земя е със средно качество. Сеното го косят на господарските сенокосни полета, по река Ревна от средата ѝ, хлябът си заорават на господарските земи, принадлежащи към село Понуровка. Упражняват хлебоземеделие, сеитба на кълчища и занаятчийство. Хлябът заорават само за собственото си препитание, кълчищата изнасят за продажба в град Стародуб; занаятчийство имат бъчварско; дърво закопуват за този майсторлък в село Кулаги, в село Курковичи и в село Лопатни; посудата, която изработват, са бъчви, бурета и ведра и я откарват в град Стародуб на продан и тук я продават на прииждащите там разколници за масло.“ | “ |

От описанието следва, че към края на XVIII век село Буда-Понуровска вече не е имало собствена гора и жителите е трябвало да набавят дърва от други места.
Наследниците на заводските служители продължили да се занимават с горско стопанство, но с течение на времето все повече време се налагало да отделят за земеделски труд.
С ликвидирането на Стародубския полк през 1781 г. и разпространението на крепостното право на територията на Малорусия жителите на Буда-Понуровска окончателно загубват специалния си статут като свободни заводски служители и са включени в следващото преброяване на населението от 1782 г. като крепостни селяни на овдовялата съпруга на бончуковия другар Павел Иванович Миклашевский (1724–1785 г.) – Елена Даниловна Миклашевска. Под нейно владичество броят на домакинствата в Буда-Понуровска наброява около 60 двора.
През 1810 г. един от синовете на Павел Иванович Миклашевски – тайният съветник, сенатор в Управляващия сенат и губернатор на Новоруска и Волинска губернии Михаил Павлович Миклашевски (1756–26.08.1847 г.) – става нов владетел на Буда-Понуровска. В село Понуровка той изградил фабрика за платове, в която прехвърлил няколко семейства от село Буда-Понуровска. След смъртта на Михаил П. Миклашевски през 1847 г. селото преминава в ръцете на неговия син – императорско-гвардейския полковник Йосиф Михайлович Миклашевски (1800–1868 г.).
След отмяната на крепостничеството през 1861 г. Буда-Понуровска става част от Понуровска волост на Стародубски уезд.
Жителите на Буда-Понуровска се являвали енориаши на църквата „Рождество на Пресвета Богородица“, построена по възложение на Елена Даниловна Миклашевска през 1778 г.
През 1892 г. в Буда-Понуровска е построено училище за ограмотяване.
В Буда-Понуровска се заселват не само жители от Понуровка, но и селяни от други владения на рода Миклашевски. От началото на XVIII век до края на XIX век населението на селото непрекъснато се увеличава, като през 1897 г. достига 160 двора (918 жители).
В средата на 20 век работи колхоз „Молния“.
До 31.12.2019 г. село Буда-Понуровска е било част от Понуровското селско поселение (вид община от множество малки населени места) с административен център село Понуровка. Със закон на Брянската областна дума от 29.05.2020 г., влязъл в сила на 01.08.2020 г., село Буда-Понуровска е включено в състава на ново основания Стародубски общински окръг.

## Население
Числеността на населението: 408 души (1859 г.), 694 (1892 г.). На картата от 1941 г. е отбелязано като селище с 203 домакинства. През 2002 г. има 52 души (100% руснаци), а през 2010 г. – нито един човек – 0.